# ディフェンス (装甲巡洋艦)
| ディフェンス | |
|              | |
| 艦歴         | |
| 発注         | 1904-05年海軍計画                                                                                          |
| 起工         | 1905年2月25日                                                                                              |
| 進水         | 1907年4月24日                                                                                              |
| 就役         | 1909年2月9日                                                                                               |
| 退役         | |
| その後       | 1916年5月31日ユトランド沖海戦で戦没                                                                        |
| 除籍         | |
| 性能諸元     | |
| 排水量       | 14,600 トン                                                                                                |
| 全長         | 490.0 ft（149.4 m）                                                                                        |
| 全幅         | 74.5 ft（22.7 m）                                                                                          |
| 吃水         | 26 ft（7.9 m）                                                                                             |
| 機関         | ヤーロー式水管缶24基 4気筒三段膨張式機関2基2軸 27,000 hp                                                   |
| 最大速       | 22.9ノット                                                                                                 |
| 乗員         | 903名（士官54名、下士官兵849名）                                                                           |
| 兵装         | 9.2インチ（234 mm）砲4門（連装2基） 7.5インチ（191mm）砲10門 12ポンド砲16門 18インチ（457mm）魚雷発射管5門 |

ディフェンス (HMS Defence) は、1907年進水のイギリス海軍の装甲巡洋艦。マイノーター級。最後に建造されたイギリス海軍の装甲巡洋艦である。

## 艦歴
1905年2月25日起工。1907年4月24日進水。1909年2月9日就役。
1914年初頭に地中海に配備される。第一次世界大戦開戦時、ゲーベン追跡戦に関与する。それから、ドイツのシュペー艦隊の捜索に参加するため南大西洋へ向かうよう命じられた。しかし「ディフェンス」が到着する前にフォークランド沖海戦が生じ、この海戦でシュペー艦隊は壊滅した。

### ユトランド沖海戦

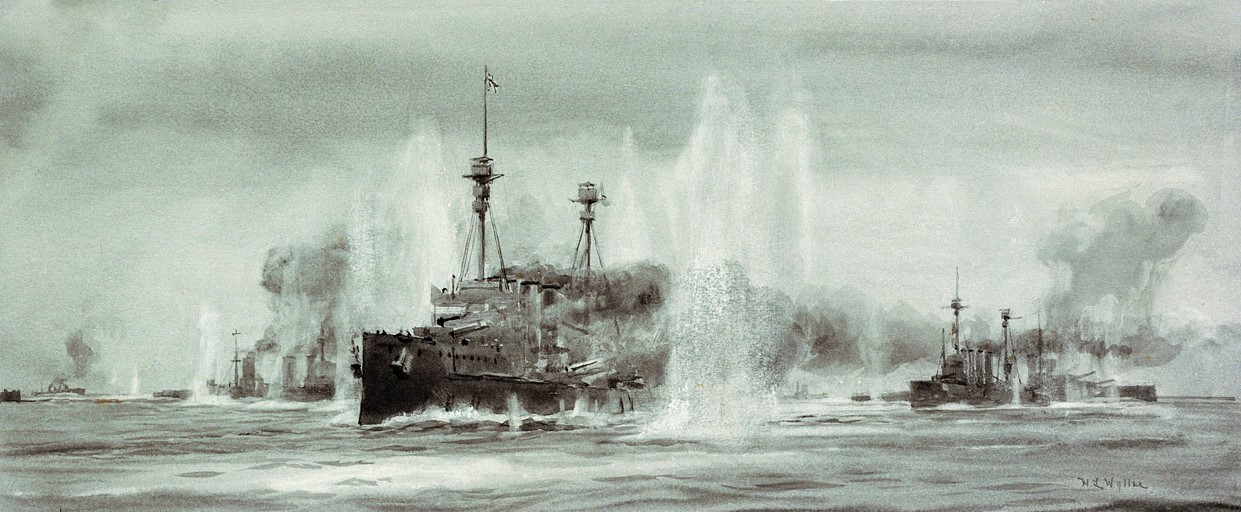
ユトランド沖海戦における「ディフェンス」を描いた絵画。
僚艦「ウォーリア」とともに独艦隊より砲撃を受けている様子が判る。

1916年5月31日、第1巡洋艦戦隊の旗艦としてユトランド沖海戦に参加した。「ディフェンス」にはロバート・アーバスノット少将が将旗を掲げて坐乗した。他にこの戦隊には「ウォーリア」、「デューク・オブ・エジンバラ」、「ブラック・プリンス」が属していた。
「ディフェンス」は英独両艦隊の間を大破・漂流する独軽巡洋艦「ヴィースバーデン」に止めを刺しに向かったが、この際に大洋艦隊の戦艦及び巡洋戦艦の射線に入り込み、戦艦「カイザー」から致命傷となる命中弾を受けた。このため主砲弾薬庫付近で火災が生じた。さらに7.5インチ副砲弾薬庫に延焼・誘爆を引き起こして爆発を起こした。「ディフェンス」は18時20分に大爆発を起こして沈没、アーバスノット提督を含む乗組員全員が戦死した。戦死者数は893人～903人とされる。
1984年、「ディフェンス」の残骸がクライブ・カッスラーにより発見された。「ディフェンス」は爆発・轟沈したにもかかわらず状態良く残っていた。現在、「ディフェンス」の残骸は1986年戦跡保護法によって保護されている。